# Jean-Claude Petit
Jean-Claude Petit, född 14 november 1943 i Vaires-sur-Marne, är en fransk dirigent, kompositör och musikarrangör.
Petit är utbildad pianist och studerade vid konservatoriet i Paris. Sedan 1980-talet har han skrivit musik till ett tjugotal franska filmer. Han har också dirigerat i Eurovision Song Contest tre gånger, första gången för Eurovision Song Contest 1971 för Monacos räkning, då bidraget också vann. Han dirigerade även för Frankrike 1986 och 1987, då bidragen kom på sjuttonde respektive fjortonde plats. Till detta stod han även som kapellmästare under den franska uttagningen flera gånger under 1980-talet. Vid denna tid hade han alltid som kännetecken att alltid buga sig djupt mot publiken, med handflatorna tryckta mot varandra.
Sedan 2013 är han ordförande för SACEM, det franska upphovsrättssällskapet för kompositörer och textförfattare.

## Filmografi (urval)
- 1986 – Jean de Florette
- 1986 – Jean de Florette del 2 - Manons källa
- 1990 – Cyrano de Bergerac
- 1991 – Mayrig
- 1991 – Högt spel i Rom
- 1992 – En charmig odåga
- 1995 – Ryttare på taket
- 2000 – Les misérables
- 2004 – Podium
- 2013 – Hôtel Normandy